# 필살의 검
필살의 검은 한국에서 제작된 김시현 감독의 1969년 영화이다. 김대룡 등이 주연으로 출연하였고 김태수 등이 제작에 참여하였다.

## 출연

### 주연
- 김대룡
- 남정임
- 박노식
- 허장강

### 조연
- 윤양하
- 이예민
- 김정훈
- 한유정
- 사미자
- 신경희
- 윤일주

## 제작진
- 조명: 이현우
- 음향효과: 황구연
- 미술: 이문현
- 의상: 이해윤